# چگونه اژدهای خود را تربیت کنیم ۲
چگونه اژدهای خود را را تربیت کنیم ۲ (به انگلیسی: How to Train Your Dragon 2) یک انیمیشن رایانه‌ای در ژانر اکشن فانتزی به کارگردانی دین دبلوا است که بر اساس مجموعه داستانی به همین نام نوشته کرسیدا کوول ساخته شده است. چگونه اژدهای خود را تربیت کنیم ۲ توسط دریم‌ورکس تولید و استودیو قرن بیستم آن را منتشر کرد. این فیلم که ادامه‌ای برای چگونه اژدهای خود را تربیت کنیم است همانند نسخهٔ اول هم توسط منتقدین و هم توسط مخاطبین مورد استقبال قرار گرفت. جی باروشل، جرارد باتلر، کریگ فرگوسن، آمریکا فررا، جونا هیل، کریستوفر مینتس-پلس، تی جی میلر و کریستن ویگ نقش‌های قبلی خود را تکرار می‌کنند و کیت بلانشت، جایمن هانسو و کیت هرینگتون نیز به جمع صداپیشگان اضافه شده‌اند. وقایع این فیلم پنج سال پس از فیلم اول رخ می‌دهد. در این بخش ۲، دراگو در حال تشکیل یک سپاه از اژدهایان، برای حمله به برک است؛ حال هیکاپ باید با این تهدید مقابله کند.
دین دبلوا که کارگردانی فیلم اول را برعهده‌داشت، موافقت کرد که برای کارگردانی قسمت دوم برگردد، به شرطی که اجازه داشته باشد فیلم را به سه‌گانه تبدیل کند. او از امپراتوری ضربه می‌زند و همسایه من توتورو به عنوان الهامات اصلی خود نام می‌برد. علاوه بر صداپیشگان قبلی، کیت بلانشت در نقش والکا و جایمن هانسو در نقش دراگو به جمع صداپیشگان اضافه شدند. دبلوا و تیمش، از نروژ و سوالبار دیدن کردند تا ایده‌هایی برای طراحی مکان داشته‌باشند.
چگونه اژدهای خود را آموزش دهیم ۲ اولین بار در جشنواره فیلم کن ۲۰۱۴ به نمایش درآمد و سپس در ۱۳ ژوئن در ایالات متحده اکران شد. داستان، صداپیشگی، موسیقی و سکانس‌های اکشن و احساسی مورد ستایش منتقدان قرار گرفت. این فیلم عمیق‌تر و جدی‌تر از فیلم قبلی است. چگونه اژدهای خود را تربیت کنیم ۲ در سراسر جهان بیش از ۶۰۰ میلیون دلار فروش داشت و در رده دوازدهمین فیلم پرفروش سال ۲۰۱۴ قرار گرفت. این فیلم جایزه آنی و جوایز گلدن گلوب بهترین فیلم پویانمایی را دریافت کرد و نامزد جایزه اسکار بهترین فیلم پویانمایی شد.

## داستان
پنج سال پس از آن‌که اهالی وایکینگ جزیرهٔ «برک» با اژدهایان صلح کردند، «هیکاپ» به‌همراه اژدهای وفادارش «توت‌لس» (بی‌دندان) به کاوش سرزمین‌های ناشناخته می‌پردازد. پدرش، «استویک نیرومند»، از او می‌خواهد که مسئولیت ریاست قبیله را بر عهده بگیرد، اما هیکاپ هنوز مطمئن نیست که برای این کار آماده است.
هنگام بررسی جنگلی سوخته، هیکاپ و «آسترید» در دام شکارچیان اژدها به رهبری «ارت» گرفتار می‌شوند که برای «دراگو بلادویست»، یک جنگ‌سالار خشن، کار می‌کند. هدف دراگو به‌کارگیری اژدهایان به‌عنوان نیروی نظامی است. هیکاپ و آسترید می‌گریزند و به برک بازمی‌گردند تا استویک را از تهدید دراگو آگاه کنند. استویک توضیح می‌دهد که سال‌ها پیش در گردهمایی روسای قبیله، دراگو در ازای وفاداری، وعدهٔ محافظت در برابر اژدهایان را داده بود، اما وقتی رد شد، با اژدهایانش حمله کرد و استویک تنها بازماندهٔ آن قتل‌عام بود.
با وجود این، هیکاپ باور ندارد که جنگ تنها راه است، و با توت‌لس به‌دنبال دراگو می‌رود تا او را متقاعد کند. در مسیر، آن‌ها با سواری مرموز بر اژدها روبه‌رو می‌شوند که مشخص می‌شود مادر گمشدهٔ هیکاپ، «والکا»، است؛ کسی که همه تصور می‌کردند در یکی از یورش‌ها توسط اژدها کشته شده است. والکا توضیح می‌دهد که مانند هیکاپ دلش نمی‌آمد اژدهایی را بکشد، و به‌جای آن، آن‌ها را نجات می‌داد و به لانه‌ای یخی می‌برد که توسط یک اژدهای غول‌پیکر و یخی به نام «بی‌ویلدر بیست» (جانور حیران‌کننده) محافظت می‌شود؛ این موجود قادر است با امواج صوتی اژدهایان دیگر را کنترل کند.
استویک به‌همراه «گابر»، دوستش، رد هیکاپ را می‌گیرد و با رسیدن به لانه، در نهایت با همسرش والکا دوباره دیدار می‌کند. در همین حین، آسترید و دیگر سواران، ارت را مجبور می‌کنند آن‌ها را نزد دراگو ببرد، اما دراگو آن‌ها را اسیر می‌کند. او پس از آگاهی از وجود اژدهایان برک، ناوگانش را برای حمله به لانهٔ اژدهایان می‌فرستد. همچنین می‌خواهد ارت را اعدام کند، اما اژدهای آسترید، «استورم‌فلای» (پروازِ طوفان)، او را نجات می‌دهد و باعث می‌شود ارت به گروه آن‌ها بپیوندد.
نبردی میان سواران اژدها، نیروهای والکا و ناوگان دراگو درمی‌گیرد. دراگو «بی‌ویلدر بیست» خود را وارد میدان می‌کند و با کشتن اژدهای آلفای والکا، کنترل همهٔ اژدهایان را به‌دست می‌گیرد. هیکاپ سعی می‌کند او را از خشونت بازدارد، اما دراگو که خانواده‌اش در کودکی توسط اژدها کشته شده‌اند، امتناع می‌کند. بی‌ویلدر بیست، توت‌لس را هیپنوتیزم می‌کند تا به هیکاپ حمله کند، اما استویک جانش را فدای پسرش می‌کند. پس از رهایی توت‌لس از کنترل، هیکاپ که در اندوه پدرش غرق شده، او را می‌راند.
گروه که اکنون بدون اژدها مانده‌اند، برای استویک مراسم تشییع برگزار می‌کنند. والکا به هیکاپ یادآوری می‌کند که پدرش به توانایی او در متحد ساختن انسان‌ها و اژدهایان باور داشت. با الهام از این سخن، هیکاپ به‌همراه دوستانش با اژدهایان نوزاد، که در برابر قدرت بی‌ویلدر بیست مصون هستند، به برک بازمی‌گردد.
آنجا می‌بینند که دراگو به برک حمله کرده و اژدهایان را در کنترل خود دارد. هیکاپ، توت‌لس را آزاد می‌کند و با دراگو روبه‌رو می‌شود، اما بی‌ویلدر بیست آن‌ها را در یخ محبوس می‌کند. توت‌لس با قدرتی جدید و درخشان یخ را نابود می‌کند و دیگر تحت کنترل دشمن نیست. او با شلیک‌های مکرر، کنترل بی‌ویلدر بیست بر اژدهایان را می‌شکند. اژدهایان آزادشده به فرمان توت‌لس به دشمن حمله می‌کنند و در نهایت توت‌لس با انفجار بزرگی عاج چپ آن را می‌شکند. بی‌ویلدر بیست شکست‌خورده به دریا می‌گریزد و دراگو نیز نابود می‌شود.
با این پیروزی، وایکینگ‌ها و اژدهایان جشن می‌گیرند. هیکاپ رسماً به عنوان رئیس قبیلهٔ برک انتخاب می‌شود، والکا تصمیم می‌گیرد کنار پسرش بماند و توت‌لس به‌عنوان آلفای جدید اژدهایان پذیرفته می‌شود. برک بازسازی می‌شود و هیکاپ با اطمینان از آینده‌ای همراه با اژدهایان، به آینده نگاه می‌کند.